# Tottenham Hotspur Football Club 2012-2013
Questa pagina raccoglie i dati riguardanti il Tottenham Hotspur Football Club nelle competizioni ufficiali della stagione 2012-2013.

## Stagione

### Premier League

#### Girone di andata
Il Tottenham di Villas-Boas inizia il campionato con una sconfitta a St James' Park contro il Newcastle (1-2). Arrivano in seguito due pareggi casalinghi per 1-1 contro West Bromwich e Norwich, entrambi subendo il gol del pareggio nei minuti finali. Il 16 settembre 2012, alla quarta giornata, arriva la prima vittoria contro il Reading, cui seguono altri tre successi di fila. Il 20 ottobre cade in casa 2-4 contro il Chelsea, ma nella giornata successiva vince a Southampton, superando in classifica l'Everton in quarta posizione. A novembre, tre insuccessi di fila (tra cui il derby perso 5-2 all'Emirates con l'Arsenal) fanno rimpiombare gli Spurs al settimo posto. La squadra di Villas-Boas risolleva la china trovando tre vittorie consecutive contro West Ham (3-1), Liverpool (2-1) e Fulham. La sconfitta a Liverpool contro l'Everton per 2-1 del 9 dicembre interrompe la striscia positiva. Ritrovato il successo contro lo Swansea, e dopo un pari a reti bianche con lo Stoke City, gli Spurs chiudono il girone d'andata con una vittoria rotonda per 4-0 a Birmingham contro l'Aston Villa.

#### Girone di ritorno

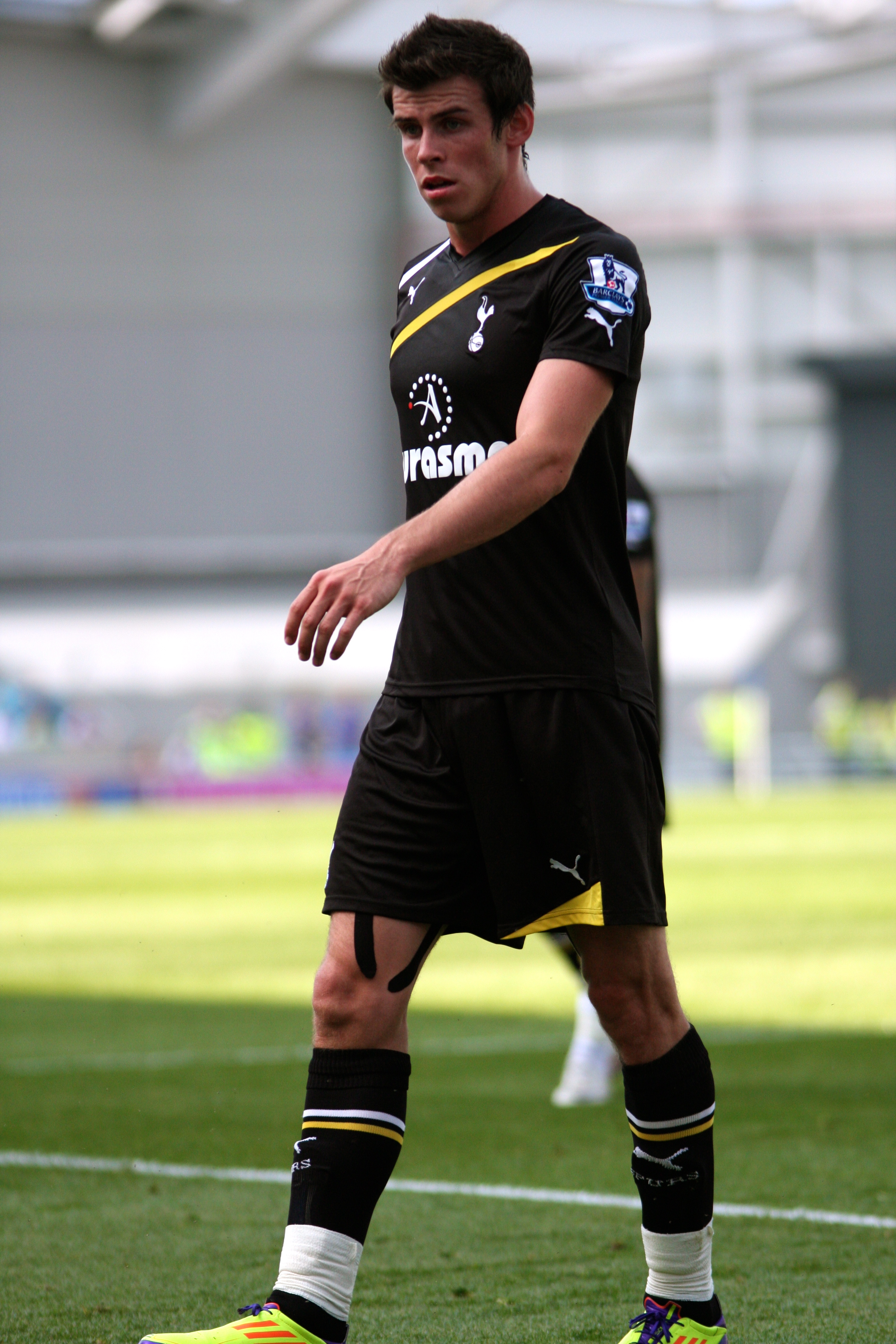
Gareth Bale, protagonista dell'annata con 26 reti stagionali. Nell'estate 2013 passerà al per la cifra record di 100 milioni di euro.

Il Tottenham inizia il giro di boa in campionato con due vittorie di fila, prima di trovare un pari senza reti contro il QPR. Il 20 gennaio 2013, raggiunge un pari in extremis (1-1) grazie ad una rete di Clint Dempsey a White Hart Lane contro il Manchester United. Dieci giorni dopo pareggia nuovamente per 1-1 a Norwich prima di inanellare tre successi consecutivi a febbraio. A coronare il periodo positivo è il derby vinto 2-1 contro l'Arsenal del 3 marzo, grazie al quale la squadra di Villas-Boas supera il Chelsea al terzo posto. La settimana dopo arriva comunque la prima sconfitta dell'anno solare ad Anfield contro il Liverpool (3-2), mentre nella giornata successiva capitola ancora, questa volta in casa per 0-1 contro il Fulham, con rete decisiva dell'ex Berbatov. Nelle ultime giornate gli Spurs non subiscono altre sconfitte, vincendo quattro volte (tra cui il 3-1 del 21 aprile contro il City) e pareggiando in tre occasioni. Nonostante ciò giungono quinti, ad un punto dalla quarta posizione che garantisce l'accesso ai preliminari di Champions, occupata dall'Arsenal.

### FA Cup
Il 5 gennaio 2013 il Tottenham passa il terzo turno della Coppa d'Inghilterra battendo 3-0 il club di terza serie del Coventry City. Il 27 gennaio viene estromesso dalla competizione a seguito della sconfitta per 2-1 ad opera del Leeds, compagine di seconda divisione inglese.

### EFL Cup
Dopo aver battuto il Carlisle, il 31 ottobre 2012 il Tottenham viene eliminato agli ottavi di finale della Coppa di Lega dal Norwich per 2-1.

### Europa League
Il Tottenham viene sorteggiato nel girone J di Europa League assieme a Lazio, Panathīnaïkos e Maribor. Dopo tre pareggi in altrettante partite, l'8 novembre 2012 gli Spurs vincono il primo incontro europeo contro il Maribor 3-1 grazie ad una tripletta di Defoe. In seguito pareggia 0-0 all'Olimpico contro la Lazio e vince ancora 3-1 contro il Panathīnaïkos. Gli inglesi, seppur imbattuti, passano la fase a gironi al secondo posto, alle spalle della Lazio.
Ai sedicesimi affrontano l'Olympique Lione. All'andata del 14 febbraio 2013 a White Hart Lane i padroni di casa si impongono per 2-1, mentre al ritorno a Lione del 21 febbraio, gli Spurs, sotto di una rete che li avrebbe eliminati, riescono a pareggiare nei minuti finali grazie ad una rete di Dembélé. Agli ottavi trovano l'Inter: dopo aver vinto 3-0 il 7 marzo tra le mura amiche, la settimana dopo a San Siro il Tottenham subisce la rimonta dei nerazzurri che terminano i 90 minuti in vantaggio 3-0. Nei tempi supplementari la rete di Adebayor regala il passaggio del turno agli inglesi per la regola dei gol in trasferta, rendendo ininfluente la marcatura del 4-1 finale dell'interista Álvarez. Giunto ai quarti di finale, il Tottenham affronta il Basilea, pareggiando 2-2 la gara d'andata a Londra del 4 aprile. Il match di ritorno dell'11 aprile a Basilea termina con lo stesso punteggio, costringendo le due squadre ai supplementari e poi ai calci di rigore, dove hanno la meglio gli svizzeri per 4-1.

## Maglie e sponsor
Lo sponsor tecnico è Under Armour, mentre quello ufficiale è Aurasma1
| Casa | Trasferta | Terza divisa |

1 - Aurasma è una filiale della Autonomy Corporation

## Organigramma societario
Area direttiva
- Proprietario: Joe Lewis
- Presidente: Daniel Levy

Area marketing
- Direttore commerciale: Matthew Collecott
- Direttori non esecutivi: Sir Keith Mills, Kevan Watts

Area tecnica
- Manager: André Villas-Boas
- Allenatore: Luìs Martins
- Allenatore in seconda: Tim Sherwood
- Preparatore dei portieri: Tony Parks
- Preparatore degli attaccanti: Les Ferdinand
- Assistente Manager: Steffen Freund

## Rosa
Dati aggiornati al 21 febbraio 2013.
| N. |                        | Ruolo | Calciatore           |
| -- | ---------------------- | ----- | -------------------- |
| 1  | Brasile (bandiera)     | P     | Heurelho Gomes       |
| 2  | Stati Uniti (bandiera) | A     | Clint Dempsey        |
| 4  | Francia (bandiera)     | D     | Younes Kaboul        |
| 5  | Belgio (bandiera)      | D     | Jan Vertonghen       |
| 6  | Inghilterra (bandiera) | C     | Tom Huddlestone      |
| 7  | Inghilterra (bandiera) | C     | Aaron Lennon         |
| 8  | Inghilterra (bandiera) | C     | Scott Parker         |
| 10 | Togo (bandiera)        | A     | Emmanuel Adebayor    |
| 10 | Paesi Bassi (bandiera) | C     | Rafael van der Vaart |
| 11 | Galles (bandiera)      | C     | Gareth Bale          |
| 13 | Francia (bandiera)     | D     | William Gallas       |
| 15 | Inghilterra (bandiera) | C     | David Bentley        |
| 16 | Inghilterra (bandiera) | D     | Kyle Naughton        |
| 18 | Inghilterra (bandiera) | A     | Jermain Defoe        |
| 19 | Belgio (bandiera)      | C     | Moussa Dembélé       |
| 20 | Inghilterra (bandiera) | D     | Michael Dawson       |
| 21 | Inghilterra (bandiera) | C     | Jermaine Jenas       |

| N. |                        | Ruolo | Calciatore          |
| -- | ---------------------- | ----- | ------------------- |
| 22 | Islanda (bandiera)     | C     | Gylfi Sigurðsson    |
| 23 | Germania (bandiera)    | C     | Lewis Holtby        |
| 23 | Italia (bandiera)      | P     | Carlo Cudicini      |
| 24 | Stati Uniti (bandiera) | P     | Brad Friedel        |
| 25 | Francia (bandiera)     | P     | Hugo Lloris         |
| 27 | Spagna (bandiera)      | C     | Iago Falqué         |
| 28 | Inghilterra (bandiera) | D     | Kyle Walker         |
| 29 | Inghilterra (bandiera) | C     | Jake Livermore      |
| 30 | Brasile (bandiera)     | C     | Sandro              |
| 31 | Inghilterra (bandiera) | C     | Andros Townsend     |
| 32 | Camerun (bandiera)     | D     | Benoît Assou-Ekotto |
| 33 | Inghilterra (bandiera) | D     | Steven Caulker      |
| 37 | Inghilterra (bandiera) | A     | Harry Kane          |
| 38 | Inghilterra (bandiera) | C     | Ryan Mason          |
| 39 | Inghilterra (bandiera) | D     | Adam Smith          |
| 45 | Inghilterra (bandiera) | A     | Jonathan Obika      |
| 46 | Inghilterra (bandiera) | C     | Thomas Carroll      |

## Calciomercato

### Sessione estiva(dall'1/7 all'1/9)
| Acquisti | Acquisti          | Acquisti         | Acquisti                    |
| R.       | Nome              | da               | Modalità                    |
| -------- | ----------------- | ---------------- | --------------------------- |
| C        | Gylfi Sigurðsson  | Hoffenheim       | definitivo (10 milioni €)   |
| D        | Jan Vertonghen    | Ajax             | definitivo (12,5 milioni €) |
| A        | Clint Dempsey     | Fulham           | definitivo (7,5 milioni €)  |
| P        | Hugo Lloris       | Olympique Lione  | definitivo (12,6 milioni €) |
| C        | Moussa Dembélé    | Fulham           | definitivo (19 milioni €)   |
| A        | Emmanuel Adebayor | Manchester City  | definitivo (6,4 milioni €)  |
| C        | Jermaine Jenas    | Aston Villa      | fine prestito               |
| C        | John Bostock      | Swindon Town     | fine prestito               |
| D        | Steven Caulker    | Swansea City     | fine prestito               |
| D        | Vedran Ćorluka    | Bayer Leverkusen | fine prestito               |
| P        | Oscar Jansson     | Shamrock Rovers  | fine prestito               |

| Cessioni | Cessioni             | Cessioni        | Cessioni                    |
| R.       | Nome                 | a               | Modalità                    |
| -------- | -------------------- | --------------- | --------------------------- |
| C        | Steven Pienaar       | Everton         | definitivo (5,75 milioni €) |
| D        | Ledley King          |                 | fine carriera               |
| P        | Oscar Jansson        |                 | svincolato                  |
| D        | Bongani Khumalo      | PAOK            | prestito                    |
| D        | Vedran Ćorluka       | Lokomotiv Mosca | definitivo (7 milioni €)    |
| D        | Ryan Nelsen          |                 | svincolato                  |
| C        | Niko Kranjčar        | Dinamo Kiev     | definitivo (7 milioni €)    |
| P        | Ben Alnwick          |                 | svincolato                  |
| C        | Massimo Luongo       | Ipswich Town    | prestito                    |
| C        | John Bostock         | Swindon Town    | prestito (fino a gennaio)   |
| C        | Giovani dos Santos   | Maiorca         | definitivo(1 milioni €)     |
| D        | Danny Rose           | Sunderland      | prestito                    |
| C        | Rafael van der Vaart | Amburgo         | definitivo (13 milioni €)   |
| P        | David Button         | Charlton        | definitivo (0,63 milioni €) |
| C        | Luka Modrić          | Real Madrid     | definitivo (30 milioni €)   |
| D        | Sébastien Bassong    | Norwich City    | definitivo (3 milioni €)    |
| C        | Ryan Fredericks      | Brentford       | prestito                    |
| A        | Louis Saha           |                 | svincolato                  |
| A        | Harry Kane           | Norwich City    | prestito (dall'1/9 al 31/1) |
| P        | Jordan Archer        | Wycombe         | prestito (fino al 10/10)    |

### Trasferimenti tra le due sessioni
| Acquisti | Acquisti       | Acquisti     | Acquisti                        |
| R.       | Nome           | da           | Modalità                        |
| -------- | -------------- | ------------ | ------------------------------- |
| P        | Jordan Archer  | Wycombe      | fine prestito                   |
| C        | Massimo Luongo | Ipswich Town | fine prestito anticipata (9/11) |

| Cessioni | Cessioni       | Cessioni          | Cessioni                           |
| R.       | Nome           | a                 | Modalità                           |
| -------- | -------------- | ----------------- | ---------------------------------- |
| C        | David Bentley  | Rostov            | prestito (dal 6/9 fino a gennaio)  |
| C        | Jermaine Jenas | Nottingham Forest | prestito (dal 27/9 fino a gennaio) |
| D        | Adam Smith     | Millwall          | prestito                           |

### Sessione invernale(dall'1/1 al 31/1)
| Acquisti | Acquisti       | Acquisti          | Acquisti                    |
| R.       | Nome           | da                | Modalità                    |
| -------- | -------------- | ----------------- | --------------------------- |
| C        | David Bentley  | Rostov            | fine prestito               |
| C        | Jermaine Jenas | Nottingham Forest | fine prestito               |
| D        | Ezekiel Fryers | Standard Liegi    | definitivo (3,5 milioni €)  |
| C        | Lewis Holtby   | Schalke 04        | definitivo (1,75 milioni €) |
| A        | Harry Kane     | Norwich City      | fine prestito               |
| C        | John Bostock   | Swindon Town      | fine prestito               |

| Cessioni | Cessioni             | Cessioni         | Cessioni   |
| R.       | Nome                 | a                | Modalità   |
| -------- | -------------------- | ---------------- | ---------- |
| P        | Carlo Cudicini       |                  | svincolato |
| C        | Iago Falqué          | Almería          | prestito   |
| A        | Souleymane Coulibaly | Grosseto         | prestito   |
| C        | Alex Pritchard       | Peterborough Utd | prestito   |
| P        | Heurelho Gomes       | Hoffenheim       | prestito   |
| C        | Ryan Mason           | Lorient          | prestito   |
| C        | Simon Dawkins        | Aston Villa      | prestito   |
| C        | Andros Townsend      | QPR              | prestito   |
| C        | Jermaine Jenas       | QPR              | definitivo |
| C        | Tomislav Gomelt      | Espanyol         | prestito   |

### Trasferimenti dopo la sessione invernale
| Acquisti | Acquisti | Acquisti | Acquisti |
| R.       | Nome     | da       | Modalità |
| -------- | -------- | -------- | -------- |

| Cessioni | Cessioni       | Cessioni        | Cessioni                            |
| R.       | Nome           | a               | Modalità                            |
| -------- | -------------- | --------------- | ----------------------------------- |
| C        | David Bentley  | Blackburn       | prestito                            |
| A        | Harry Kane     | Leicester City  | prestito                            |
| A        | Jonathan Obika | Charlton        | prestito                            |
| C        | John Bostock   | Toronto FC      | prestito (fino alla fine di giugno) |
| P        | Jonathan Miles | Dag & Red       | prestito                            |
| D        | Kevin Stewart  | Crewe Alexandra | prestito                            |
| C        | Massimo Luongo | Swindon Town    | prestito                            |
| C        | Dean Parrett   | Swindon Town    | prestito                            |
| D        | Nathan Byrne   | Swindon Town    | prestito                            |

## Risultati

### Barclays Premier League
| Arbitro: | Martin Atkinson |

|                            |           |           |
| Ba 54’ Ben Arfa 80’ (rig.) | Marcatori | 76’ Defoe |

| Arbitro: | Mike Dean |

|                  |           |                |
| Assou-Ekotto 74’ | Marcatori | 90+1’ Morrison |

| Arbitro: | Mark Halsey |

|             |           |               |
| Dembélé 68’ | Marcatori | 85’ Snodgrass |

| Arbitro: | Howard Webb |

|                 |           |                         |
| Robson-Kanu 90’ | Marcatori | 18’, 74’ Defoe 71’ Bale |

| Arbitro: | Phil Dowd |

|                              |           |            |
| Faurlín 60’ (aut.) Defoe 61’ | Marcatori | 33’ Zamora |

| Arbitro: | Chris Foy |

|                     |           |                                      |
| Nani 51’ Kagawa 53’ | Marcatori | 2’ (aut.) Evans 32’ Bale 52’ Dempsey |

| Arbitro: | Neil Swarbrick |

|                        |           |  |
| Caulker 58’ Lennon 67’ | Marcatori |  |

| Arbitro: | Mike Dean |

|                      |           |                                          |
| Gallas 47’ Defoe 54’ | Marcatori | 17’ Cahill 66’, 69’ Mata 90+1’ Sturridge |

| Arbitro: | Lee Mason |

|               |           |                      |
| Rodriguez 66’ | Marcatori | 15’ Bale 39’ Dempsey |

| Arbitro: | Martin Atkinson |

|  |           |            |
|  | Marcatori | 56’ Watson |

| Arbitro: | Michael Oliver |

|                      |           |             |
| Agüero 65’ Džeko 88’ | Marcatori | 21’ Caulker |

| Arbitro: | Howard Webb |

|                                                                     |           |                       |
| Mertesacker 24’ Podolski 42’ Giroud 45+1’ Cazorla 60’ Walcott 90+1’ | Marcatori | 10’ Adebayor 71’ Bale |

| Arbitro: | Andre Marriner |

|                         |           |             |
| Defoe 44’, 64’ Bale 58’ | Marcatori | 82’ Carroll |

| Arbitro: | Phil Dowd |

|                    |           |                 |
| Lennon 7’ Bale 16’ | Marcatori | 72’ (aut.) Bale |

| Arbitro: | Chris Foy |

|  |           |                           |
|  | Marcatori | 55’ Sandro 72’, 77’ Defoe |

| Arbitro: | Lee Mason |

|                           |           |             |
| Pienaar 90’ Jelavić 90+2’ | Marcatori | 76’ Dempsey |

| Arbitro: | Mike Dean |

|                |           |  |
| Vertonghen 75’ | Marcatori |  |

| Londra 22 dicembre 2012, ore 16:00 CET 18ª giornata | Tottenham | 0 – 0 referto | Stoke City | White Hart Lane (35.702 spett.)\| Arbitro: \| Lee Mason \| |
| Arbitro:                                            | Lee Mason |               |            |                                                            |

| Arbitro: | Mark Clattenburg |

|  |           |                              |
|  | Marcatori | 57’ Defoe 61’, 73’, 84’ Bale |

| Arbitro: | Martin Atkinson |

|            |           |                               |
| O'Shea 40’ | Marcatori | 48’ (aut.) Cuéllar 51’ Lennon |

| Arbitro: | Howard Webb |

|                                    |           |               |
| Dawson 9’ Adebayor 51’ Dempsey 79’ | Marcatori | 4’ Pogrebnyak |

| Londra 12 gennaio 2013, ore 13:45 CET 22ª giornata | QPR         | 0 – 0 referto | Tottenham | Loftus Road (18.018 spett.)\| Arbitro: \| Lee Probert \| |
| Arbitro:                                           | Lee Probert |               |           |                                                          |

| Arbitro: | Chris Foy |

|               |           |                |
| Dempsey 90+3’ | Marcatori | 25’ van Persie |

| Arbitro: | Neil Swarbrick |

|              |           |          |
| Hoolahan 32’ | Marcatori | 80’ Bale |

| Arbitro: | Mark Clattenburg |

|  |           |          |
|  | Marcatori | 67’ Bale |

| Arbitro: | Phil Dowd |

|              |           |              |
| Bale 5’, 78’ | Marcatori | 24’ Gouffran |

| Arbitro: | Howard Webb |

|                                |           |                              |
| Carroll 25’ (rig.) J. Cole 58’ | Marcatori | 13’, 90’ Bale 76’ Sigurðsson |

| Arbitro: | Mark Clattenburg |

|                     |           |                 |
| Bale 37’ Lennon 39’ | Marcatori | 51’ Mertesacker |

| Arbitro: | Michael Oliver |

|                                           |           |                     |
| Suárez 21’ Downing 66’ Gerrard 82’ (rig.) | Marcatori | 45’, 53’ Vertonghen |

| Arbitro: | Mike Jones |

|  |           |              |
|  | Marcatori | 52’ Berbatov |

| Arbitro: | Anthony Taylor |

|           |           |                        |
| Michu 71’ | Marcatori | 7’ Vertonghen 21’ Bale |

| Arbitro: | Andre Marriner |

|                            |           |                           |
| Adebayor 1’ Sigurðsson 87’ | Marcatori | 15’ Jagielka 53’ Mirallas |

| Arbitro: | Mike Dean |

|                       |           |                             |
| Oscar 10’ Ramires 39’ | Marcatori | 26’ Adebayor 80’ Sigurðsson |

| Arbitro: | Lee Mason |

|                                |           |          |
| Dempsey 75’ Defoe 79’ Bale 82’ | Marcatori | 5’ Nasri |

| Arbitro: | Martin Atkinson |

|                         |           |                          |
| Boyce 11’ McManaman 49’ | Marcatori | 9’ Bale 90’ (aut.) Boyce |

| Arbitro: | Mark Clattenburg |

|          |           |  |
| Bale 86’ | Marcatori |  |

| Arbitro: | Kevin Friend |

|            |           |                          |
| N'Zonzi 3’ | Marcatori | 20’ Dempsey 83’ Adebayor |

| Arbitro: | Andre Marriner |

|          |           |  |
| Bale 90’ | Marcatori |  |

### FA Cup

#### Terzo turno
| Arbitro: | Michael Naylor |

|                           |           |  |
| Dempsey 12’, 36’ Bale 32’ | Marcatori |  |

#### Sedicesimi di finale
| Arbitro: | Kevin Friend |

|                          |           |             |
| Varney 14’ McCormack 49’ | Marcatori | 57’ Dempsey |

### Football League Cup

#### Sedicesimi di finale
| Arbitro: | Kevin Friend |

|  |           |                                            |
|  | Marcatori | 36’ Vertonghen 52’ Townsend 87’ Sigurðsson |

#### Ottavi di finale
| Arbitro: | Jonathan Moss |

|                                   |           |          |
| Vertonghen 83’ (aut.) Jackson 86’ | Marcatori | 65’ Bale |

### UEFA Europa League 2012-2013

#### Fase a Gironi
| Londra 20 settembre 2012, ore 21:05 CEST 1ª giornata - Gruppo J | Tottenham           | 0 – 0 referto | Lazio | White Hart Lane (25.030 spett.)\| Arbitro: \| Ovidiu Alin Hategan \| |
| Arbitro:                                                        | Ovidiu Alin Hategan |               |       |                                                                      |

| Arbitro: | Florian Meyer |

|           |           |            |
| Toché 77’ | Marcatori | 35’ Dawson |

| Arbitro: | Sergei Karasev |

|           |           |                |
| Berić 42’ | Marcatori | 58’ Sigurðsson |

| Arbitro: | Antti Munukka |

|                     |           |           |
| Defoe 22’, 49’, 77’ | Marcatori | 40’ Berić |

| Roma 22 novembre 2012, ore 19:00 CET 5ª giornata - Gruppo J | Lazio                      | 0 – 0 referto | Tottenham | Stadio Olimpico (20.000 spett.)\| Arbitro: \| Fernando Teixeira Vitienes \| |
| Arbitro:                                                    | Fernando Teixeira Vitienes |               |           |                                                                             |

| Arbitro: | Paweł Gil |

|                                            |           |          |
| Adebayor 28’ Karnezis 76’ (aut.) Defoe 82’ | Marcatori | 54’ Zeca |

##### Gruppo J
|               | TOT   | PAN   | LAZ   | NKM   |
| Tottenham     |       | 3 - 1 | 0 - 0 | 3 - 1 |
| Panathīnaïkos | 1 - 1 |       | 1 - 1 | 1 - 0 |
| Lazio         | 0 - 0 | 3 - 0 |       | 1 - 0 |
| Maribor       | 1 - 1 | 3 - 0 | 1 - 4 |       |

| Squadra       | P.ti | G | V | P | S | RF | RS | DR |
| ------------- | ---- | - | - | - | - | -- | -- | -- |
| Lazio         | 12   | 6 | 3 | 3 | 0 | 9  | 2  | +7 |
| Tottenham     | 10   | 6 | 2 | 4 | 0 | 8  | 4  | +4 |
| Panathīnaïkos | 5    | 6 | 1 | 2 | 3 | 4  | 11 | -7 |
| Maribor       | 4    | 6 | 1 | 1 | 4 | 6  | 10 | -4 |

- Lazio e   Tottenham qualificate ai sedicesimi di finale.

#### Fase a eliminazione diretta

##### Sedicesimi di finale
| Arbitro: | Pedro Proença |

|                 |           |            |
| Bale 45’, 90+3’ | Marcatori | 55’ Umtiti |

| Arbitro: | Wolfgang Stark |

|              |           |             |
| Gonalons 17’ | Marcatori | 90’ Dembélé |

##### Ottavi di finale
| Arbitro: | Antonio Mateu Lahoz |

|                                      |           |  |
| Bale 6’ Sigurðsson 18’ Vertoghen 53’ | Marcatori |  |

| Arbitro: | Ivan Bebek |

|                                                        |           |              |
| Cassano 20’ Palacio 52’ Gallas 75’ (aut.) Álvarez 110’ | Marcatori | 96’ Adebayor |

##### Quarti di finale
| Arbitro: | Milorad Mažić |

|                             |           |                         |
| Adebayor 40’ Sigurðsson 58’ | Marcatori | 30’ Stocker 34’ F. Frei |

| Arbitro: | Olegário Benquerença |

|                             |                      |                                 |
| Salah 27’ Dragovic 49’      | Marcatori            | 23’, 83’ Dempsey                |
| Schär Streller F. Frei Díaz | Tiri di rigore 4 – 1 | Huddlestone Sigurðsson Adebayor |

## Statistiche

### Statistiche di squadra
Statistiche aggiornate al 19 maggio 2013.
| Competizione   | Punti | In casa | In casa | In casa | In casa | In casa | In casa | In trasferta | In trasferta | In trasferta | In trasferta | In trasferta | In trasferta | Totale | Totale | Totale | Totale | Totale | Totale | DR  |
| Competizione   | Punti | G       | V       | N       | P       | Gf      | Gs      | G            | V            | N            | P            | Gf           | Gs           | G      | V      | N      | P      | Gf     | Gs     | DR  |
| -------------- | ----- | ------- | ------- | ------- | ------- | ------- | ------- | ------------ | ------------ | ------------ | ------------ | ------------ | ------------ | ------ | ------ | ------ | ------ | ------ | ------ | --- |
| Premier League | 72    | 19      | 11      | 5       | 3       | 29      | 18      | 19           | 10           | 4            | 5            | 37           | 28           | 38     | 21     | 9      | 8      | 66     | 46     | +20 |
| FA Cup         | -     | 1       | 1       | 0       | 0       | 3       | 0       | 1            | 0            | 0            | 1            | 1            | 2            | 2      | 1      | 0      | 1      | 4      | 2      | +2  |
| League Cup     | -     | 0       | 0       | 0       | 0       | 0       | 0       | 2            | 1            | 0            | 1            | 4            | 2            | 2      | 1      | 0      | 1      | 4      | 2      | +2  |
| Europa League  | -     | 6       | 4       | 2       | 0       | 13      | 5       | 6            | 0            | 4            | 2            | 6            | 9            | 12     | 4      | 6      | 2      | 19     | 14     | +5  |
| Totale         | -     | 26      | 16      | 7       | 3       | 45      | 23      | 28           | 11           | 8            | 9            | 48           | 41           | 54     | 27     | 15     | 12     | 93     | 64     | +29 |

### Statistiche dei giocatori
| Giocatore        | Premier League | Premier League | Premier League | Premier League | FA Cup   | FA Cup | FA Cup      | FA Cup     | League Cup | League Cup | League Cup  | League Cup | Europa League | Europa League | Europa League | Europa League | Totale   | Totale | Totale      | Totale     |
| Giocatore        | Presenze       | Reti           | Ammonizioni    | Espulsioni     | Presenze | Reti   | Ammonizioni | Espulsioni | Presenze   | Reti       | Ammonizioni | Espulsioni | Presenze      | Reti          | Ammonizioni   | Espulsioni    | Presenze | Reti   | Ammonizioni | Espulsioni |
| ---------------- | -------------- | -------------- | -------------- | -------------- | -------- | ------ | ----------- | ---------- | ---------- | ---------- | ----------- | ---------- | ------------- | ------------- | ------------- | ------------- | -------- | ------ | ----------- | ---------- |
| E. Adebayor      | 25             | 5              | 3              | 1              | 1        | 0      | 0           | 0          | 0          | 0          | 0           | 0          | 8             | 3             | 1             | 0             | 34       | 8      | 4           | 1          |
| B. Assou-Ekotto  | 15             | 1              | 2              | 0              | 2        | 0      | 1           | 0          | 0          | 0          | 0           | 0          | 5             | 0             | 0             | 0             | 22       | 1      | 3           | 0          |
| G. Bale          | 33             | 21             | 6              | 0              | 2        | 1      | 0           | 0          | 1          | 1          | 1           | 0          | 8             | 3             | 3             | 0             | 44       | 26     | 10          | 0          |
| D. Bentley       | 0              | 0              | 0              | 0              | 0        | 0      | 0           | 0          | 0          | 0          | 0           | 0          | 0             | 0             | 0             | 0             | 0        | 0      | 0           | 0          |
| T. Carroll       | 7              | 0              | 0              | 0              | 1        | 0      | 0           | 0          | 2          | 0          | 0           | 0          | 4             | 0             | 1             | 0             | 14       | 0      | 1           | 0          |
| S. Caulker       | 18             | 2              | 0              | 0              | 2        | 0      | 0           | 0          | 2          | 0          | 0           | 0          | 6             | 0             | 0             | 0             | 28       | 2      | 0           | 0          |
| C. Cudicini      | 0              | -0             | 0              | 0              | 0        | -0     | 0           | 0          | 1          | -0         | 0           | 0          | 0             | -0            | 0             | 0             | 1        | -0     | 0           | 0          |
| M. Dawson        | 27             | 1              | 4              | 0              | 1        | 0      | 0           | 0          | 2          | 0          | 0           | 0          | 4             | 1             | 1             | 0             | 34       | 2      | 5           | 0          |
| J. Defoe         | 34             | 11             | 4              | 0              | 0        | 0      | 0           | 0          | 1          | 0          | 0           | 0          | 8             | 4             | 0             | 0             | 43       | 15     | 4           | 0          |
| M. Dembélé       | 30             | 1              | 4              | 0              | 2        | 0      | 0           | 0          | 0          | 0          | 0           | 0          | 10            | 1             | 1             | 0             | 42       | 2      | 5           | 0          |
| C. Dempsey       | 29             | 7              | 3              | 0              | 2        | 3      | 0           | 0          | 2          | 0          | 0           | 0          | 10            | 2             | 1             | 0             | 43       | 12     | 4           | 0          |
| B. Friedel       | 11             | -17            | 0              | 0              | 2        | -2     | 0           | 0          | 0          | -0         | 0           | 0          | 7             | -11           | 0             | 0             | 20       | -30    | 0           | 0          |
| W. Gallas        | 19             | 1              | 2              | 0              | 0        | 0      | 0           | 0          | 0          | 0          | 0           | 0          | 5             | 0             | 2             | 0             | 24       | 1      | 4           | 0          |
| H. Gomes         | 0              | 0              | 0              | 0              | 0        | 0      | 0           | 0          | 0          | 0          | 0           | 0          | 0             | 0             | 0             | 0             | 0        | 0      | 0           | 0          |
| L. Holtby        | 11             | 0              | 2              | 0              | 0        | 0      | 0           | 0          | 0          | 0          | 0           | 0          | 6             | 0             | 0             | 0             | 17       | 0      | 2           | 0          |
| T. Huddlestone   | 20             | 0              | 3              | 1              | 2        | 0      | 0           | 0          | 2          | 0          | 0           | 0          | 4             | 0             | 0             | 0             | 28       | 0      | 3           | 1          |
| I. Falqué        | 1              | 0              | 0              | 0              | 0        | 0      | 0           | 0          | 2          | 0          | 0           | 0          | 2             | 0             | 0             | 0             | 5        | 0      | 0           | 0          |
| J. Jenas         | 1              | 0              | 0              | 0              | 0        | 0      | 0           | 0          | 0          | 0          | 0           | 0          | 0             | 0             | 0             | 0             | 1        | 0      | 0           | 0          |
| Y. Kaboul        | 1              | 0              | 0              | 0              | 0        | 0      | 0           | 0          | 0          | 0          | 0           | 0          | 0             | 0             | 0             | 0             | 1        | 0      | 0           | 0          |
| H. Kane          | 1              | 0              | 0              | 0              | 0        | 0      | 0           | 0          | 0          | 0          | 0           | 0          | 0             | 0             | 0             | 0             | 1        | 0      | 0           | 0          |
| A. Lennon        | 34             | 4              | 1              | 0              | 1        | 0      | 0           | 0          | 0          | 0          | 0           | 0          | 11            | 0             | 0             | 0             | 46       | 4      | 1           | 0          |
| J. Livermore     | 11             | 0              | 3              | 0              | 0        | 0      | 0           | 0          | 1          | 0          | 0           | 0          | 6             | 0             | 1             | 0             | 18       | 0      | 4           | 0          |
| H. Lloris        | 27             | -29            | 0              | 0              | 0        | 0      | 0           | 0          | 1          | -2         | 0           | 0          | 5             | -3            | 0             | 0             | 33       | -34    | 0           | 0          |
| R. Mason         | 0              | 0              | 0              | 0              | 0        | 0      | 0           | 0          | 1          | 0          | 0           | 0          | 2             | 0             | 0             | 0             | 3        | 0      | 0           | 0          |
| K. Naughton      | 14             | 0              | 0              | 0              | 2        | 0      | 0           | 0          | 1          | 0          | 0           | 0          | 9             | 0             | 3             | 0             | 26       | 0      | 3           | 0          |
| J. Obika         | 0              | 0              | 0              | 0              | 1        | 0      | 0           | 0          | 1          | 0          | 0           | 0          | 0             | 0             | 0             | 0             | 2        | 0      | 0           | 0          |
| S. Parker        | 21             | 0              | 1              | 0              | 2        | 0      | 0           | 0          | 0          | 0          | 0           | 0          | 6             | 0             | 1             | 0             | 29       | 0      | 2           | 0          |
| Sandro           | 22             | 1              | 4              | 0              | 0        | 0      | 0           | 0          | 0          | 0          | 0           | 0          | 5             | 0             | 0             | 0             | 27       | 1      | 4           | 0          |
| G. Sigurðsson    | 33             | 3              | 0              | 0              | 2        | 0      | 0           | 0          | 2          | 1          | 0           | 0          | 11            | 3             | 0             | 0             | 48       | 7      | 0           | 0          |
| A. Smith         | 0              | 0              | 0              | 0              | 0        | 0      | 0           | 0          | 1          | 0          | 0           | 0          | 0             | 0             | 0             | 0             | 1        | 0      | 0           | 0          |
| A. Townsend      | 5              | 0              | 0              | 0              | 1        | 0      | 0           | 0          | 1          | 1          | 0           | 0          | 3             | 0             | 1             | 0             | 10       | 1      | 1           | 0          |
| J. Vertonghen    | 34             | 4              | 7              | 0              | 1        | 0      | 1           | 0          | 2          | 1          | 0           | 0          | 12            | 1             | 1             | 1             | 49       | 6      | 9           | 1          |
| R. van der Vaart | 2              | 0              | 0              | 0              | 0        | 0      | 0           | 0          | 0          | 0          | 0           | 0          | 0             | 0             | 0             | 0             | 2        | 0      | 0           | 0          |
| K. Walker        | 36             | 0              | 5              | 0              | 1        | 0      | 0           | 0          | 2          | 0          | 0           | 0          | 11            | 0             | 4             | 0             | 50       | 0      | 9           | 0          |